# Ravinia tancituro
Ravinia tancituro är en tvåvingeart som beskrevs av Roback 1952. Ravinia tancituro ingår i släktet Ravinia och familjen köttflugor. Inga underarter finns listade i Catalogue of Life.